# Rimbusia rufocoerulea
Rimbusia rufocoerulea là một loài tò vò trong họ Ichneumonidae.